# Giles Scott
Giles Lyndon Scott (ur. 23 czerwca 1987) – brytyjski żeglarz sportowy, złoty medalista olimpijski z Rio de Janeiro.
Zawody w 2016 były jego pierwszymi igrzyskami olimpijskimi. W Brazylii zwyciężył w klasie Finn. W tej klasie zdobył pięć medali seniorskich mistrzostw świata: złoto w 2011, 2014, 2015 i 2016 oraz brąz w 2010. Był mistrzem świata juniorów w 2008, wcześniej pływał w Laserze.